# Hípica als Jocs Olímpics d'estiu de 1992
Als Jocs Olímpics d'Estiu de 1992 celebrats a la ciutat de Barcelona (Catalunya) es disputaren sis proves d'hípica: doma clàssica, concurs complet i salts, tant en categoria individual com per equips. La competició es desenvolupà entre els dies 28 de juliol i 9 d'agost de 1992 entre les instal·lacions eqüestres del Reial Club de Polo de Barcelona i el Club Hípic El Montanyà.
Hi participaren un total de 215 genets, 148 homes i 67 dones, de 35 comitès nacionals diferents.

## Resum de medalles
| Prova                                | Or | Argent | Bronze |
| Doma clàssica individual Detalls     | Nicole Uphoff amb Rembrandt | Isabell Werth amb Gigolo | Klaus Balkenhol amb Goldstern |
| Doma clàssica per equips Detalls     | AlemanyaKlaus Balkenhol amb Goldstern · Nicole Uphoff amb Rembrandt · Monica Theodorescu amb Grunox · Isabell Werth amb Gigolo   | Països BaixosTineke Bartels amb Courage · Anky van Grunsven amb Bonfire · Ellen Bontje amb Larius · Annemarie Sanders amb Sanders-Keyzer | Estats UnitsRobert Dover amb Lectron · Carol Lavell amb Gifted · Charlotte Bredahl amb Monsieur · Michael Poulin amb Graf George           |
| Concurs complet individual Detalls   | Matthew Ryan amb Kibah Tic Toc                                                                                                   | Herbert Bloecker amb Feine Dame | Blyth Tait amb Messiah |
| Concurs complet per equips Detalls   | Austràlia David Green amb Duncan II · Gillian Rolton amb Peppermint Grove · Andrew Hoy amb Kiwi · Matthew Ryan amb Kibah Tic Toc | Nova Zelanda Blyth Tait amb Missiah · Andrew Nicholson amb Spinning Rhombu · Mark Todd amb Welton Greylag · Victoria Latta amb Chief     | Alemanya Herbert Bloecker amb Feine Dame · Ralf Ehrenbrink amb Kildare II · Matthias Baumann amb Alabaster · Cord Mysegages amb Ricardo    |
| Salts d'obstacles individual Detalls | Ludger Beerbaum amb Classic Touch                                                                                                | Piet Raymakers amb Ratina Z | Norman Dello Joio amb Irish |
| Salts d'obstacles per equips Detalls | Països Baixos Piet Raymakers · amb Ratina Z · Bert Romp amb Waldo E · Jan Tops amb Top Gun · Jos Lansink amb Egano               | Àustria Boris Boor amb Love Me Tender · Joerg Muenzner amb Graf Grande · Hugo Simon amb · Apricot D · Thomas Fruehmann amb Genius        | França Hervé Godignon amb Quidam de Revel · Hubert Bourdy amb Razzina du Poncel · Michel Robert amb Nonix · Eric Navet amb Quito de Baussy |

## Medaller
| Posició | País          | Or | Argent | Bronze | Total |
| 1       | Alemanya      | 3  | 2      | 2      | 7     |
| 2       | Austràlia     | 2  | 0      | 0      | 2     |
| 3       | Països Baixos | 1  | 2      | 0      | 3     |
| 4       | Nova Zelanda  | 0  | 1      | 1      | 2     |
| 5       | Àustria       | 0  | 1      | 0      | 1     |
| 6       | Estats Units  | 0  | 0      | 2      | 2     |
| 7       | França        | 0  | 0      | 1      | 1     |